# Pantelej
Pantelej (Servisch: Пантелеј) is een gemeente in de Servische stad Niš.
Pantelej telt 48.000 inwoners (2002). De oppervlakte bedraagt 141,8 km², de bevolkingsdichtheid is 338,5 inwoners per km².